# Обсерватория Джанк-Бонд
Обсерватория Джанк-Бонд — астрономическая обсерватория, основанная в 1996 году в Сьерра-Виста, Аризона, США. Обсерватория находится на территории пустыни Сонора.

## Руководители обсерватории
- Дэвид Хили[англ.] - основатель и руководитель обсерватории

## Инструменты обсерватории
- Celestron 14 SCT (1996 год)
- 16-inch Meade LX200 (1996 год)
- 20" Ritchey-Chretien (2000 год)
- 32" Ritchey (2004 год)

## Направления исследований
- Открытие астероидов
- Фотометрия транзитов экзопланет
- Подтверждение открытий околоземных объектов
- Фотометрия катаклизмических переменных и активных ядер галактик

## Основные достижения
- Открыто 122 астероидов с 1999 по 2008 года, которые уже получили постоянное обозначение (всего открыто около 400 астероидов)[1]
- 35465 астрометрических измерений опубликовано с 1998 по 2009 года [2]